# Donatien Wohou
Donatien Wohou est un homme politique béninois. Il devient député après le décès en 2009 de Paulin Tomanaga dont il était suppléant, en lui succédant à l'Assemblée nationale,.